# Taeniatherum
Taeniatherum é um género botânico pertencente à família Poaceae.